# Oliarus placita
Oliarus placita är en insektsart som beskrevs av Van Duzee 1912. Oliarus placita ingår i släktet Oliarus och familjen kilstritar. Inga underarter finns listade i Catalogue of Life.